# Sarah Guenther
Sarah Günther-Werlein est une footballeuse internationale allemande née le 25 janvier 1983 à Brême. Elle a principalement évolué au poste de milieu de terrain au 1.FFC Francfort et en équipe d'Allemagne.

## Biographie
Sarah Günther est passée du Hambourg SV en 2005 au 1.FFC Francfort. À cette époque, elle était considérée comme un grand espoir au poste de milieu défensif pour le football féminin allemand.
Elle a fait partie de l'équipe nationale allemande qui a obtenu une médaille de bronze aux Jeux olympiques d'Athènes en 2004. Elle a joué lors de cette olympiade les deux matchs de poule, dont un comme titulaire contre le Mexique (victoire de l'Allemagne 2 à 0).
En 2005, elle remporte le Championnat d'Europe. Le 16 mars 2005, elle reçoit la plus haute distinction sportive d'Allemagne, la Silbernes Lorbeerblatt.
En janvier 2006, lors de la préparation de la seconde partie de la saison, elle a contracté une déchirure de la plante du pied qui s'étend du talon aux orteils. N'arrivant pas à se remettre complètement de sa blessure, elle ne sera plus sélectionnée en équipe nationale. En 2011, elle met fin à sa carrière professionnelle à seulement 28 ans.

## Palmarès

### En sélection
Allemagne U-18  :
- Vainqueur du Championnat d'Europe des - de 18 ans en 2000

 Allemagne U-19  :
- Vainqueur du Championnat d'Europe des - de 19 ans en 2002
- 3ème place de la coupe du monde de football des - de 19 ans 2002

 Allemagne  :
- Vainqueur du Championnat d'Europe 2005
- Médaille de Bronze aux Jeux olympiques d'Athènes en 2004

### En club
FFC Francfort:
- Vainqueur de la ligue des champions féminine en 2006, 2008
- Vainqueur du championnat d'Allemagne en 2005, 2007, 2008
- Vainqueur de la coupe d'Allemagne en 2007, 2008